# Mörtsjön (Länna socken, Södermanland)
Mörtsjön är en sjö i Strängnäs kommun i Södermanland och ingår i Norrströms huvudavrinningsområde. Sjön har en area på 0,417 kvadratkilometer och ligger 29,1 meter över havet. Sjön avvattnas av vattendraget Råcksta å (Bergaån).

## Delavrinningsområde
Mörtsjön ingår i det delavrinningsområde (657083-156399) som SMHI kallar för Utloppet av Mörtsjön. Medelhöjden är 40 meter över havet och ytan är 14,37 kvadratkilometer. Räknas de 6 avrinningsområdena uppströms in blir den ackumulerade arean 96,95 kvadratkilometer. Råcksta å (Bergaån) som avvattnar avrinningsområdet har biflödesordning 2, vilket innebär att vattnet flödar genom totalt 2 vattendrag innan det når havet efter 91 kilometer. Avrinningsområdet består mestadels av skog (64 procent) och jordbruk (17 procent). Avrinningsområdet har 0,41 kvadratkilometer vattenytor vilket ger det en sjöprocent på 2,8 procent.